# Geología de Bolivia

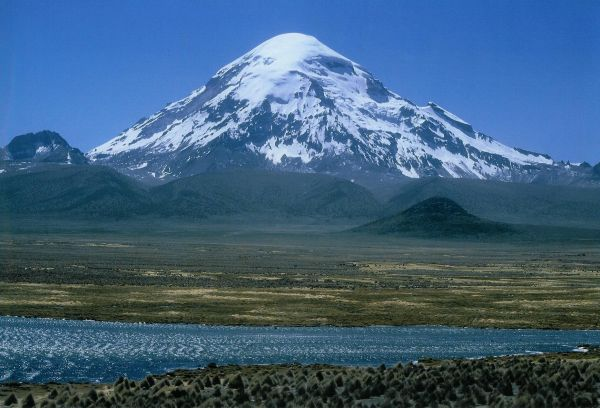
El Nevado Sajama de 6542 metros de altura es uno de los principales volcanes que constituyen la cordillera Occidental

La geología de Bolivia abarca una variedad de diferentes litologías así como ambientes tectónicos y sedimentarios. En una escala sinóptica las unidades geológicas coinciden con unidades de topográficas, empezando por la división del país en una área montañosa occidental afectada por los procesos de subducción en el océano Pacífico y las tierras bajas del oriente las cuales corresponden a plataformas y escudos. Los Andes bolivianos se pueden dividir en tres fajas principales; éstas son de oeste a este; la cordillera Occidental que compone la frontera con Chile y alberga varios volcanes activos y áreas geotérmicas, la cordillera Central de donde están ubicados grandes yacimientos de plata y estaño y la relativamente baja cordillera Oriental que es un cinturón de pliegue y empuje. Entre la Cordillera Occidental y Central se extiende la meseta de más de 3000 metros de altura que es el Altiplano. Esta meseta cuenta con varios lagos de agua dulce, inclusive el lago Titicaca así como también lagos secos y salares los cuales evidencian cambios climáticos pasados. Las bajuras orientales en los departamentos de Santa Cruz, Chuquisaca, y Tarija son antiguas cuencas sedimentarias del Paleozoico que contienen valiosas reservas de hidrocarburos. Más allá de los llanos de Santa Cruz, cerca de la frontera con Brasil se encuentra el escudo de Guaporé. Este escudo compuesto de rocas cristalinas precámbricas es la macro-unidad geológica más antigua de Bolivia.

## Andes
Los Andes de Bolivia comenzaron a elevarse hace unos 200 millones de años (mya) durante el Jurásico. El margen occidental de lo que hoy es América del Sur había sido el lugar de varias otras orogenias antes de que surgieran los Andes. Se ha planteado la hipótesis de que los Andes centrales alcanzaron su gran altura hace entre 26 y 14 millones de años como resultado de una falla por compresión de la litosfera debajo de Bolivia y áreas vecinas. Las grandes alturas del Altiplano, la Cordillera Occidental y la Cordillera Oriental están compensadas isostáticamente por una corteza de hasta 70 km de profundidad. El clima ha respondido a la formación de esta importante barrera topográfica. Sin embargo, no está claro si el ascenso de los Andes simplemente causó la extrema aridez del desierto de Atacama y partes adyacentes de Bolivia o si un clima desértico preexistente y las bajas tasas de erosión asociadas permitieron que las montañas alcanzaran sus alturas actuales. Una hipótesis sostiene que el escaso suministro de sedimentos a la Fosa de Atacama causado por el clima árido indujo altas tensiones de corte en el proceso de subducción que mejoró la formación de las montañas andinas.

### Cordillera Occidental
La Cordillera Occidental de Bolivia está formada por una serie de volcanes activos y extintos que se elevan desde el borde occidental de la meseta del Altiplano. Este rango divide las cuencas chilenas del Salar de Atacama y el Pacífico de la cuenca endorreica del Altiplano. Los volcanes occidentales de Bolivia son parte de la Zona Volcánica Central de los Andes, una importante provincia volcánica del Cenozoico superior. Las erupciones volcánicas en Bolivia son escasas, la última ocurrió en Irruputuncu en 1995. Los peligros volcánicos no representan ninguna amenaza para los principales centros poblados que se encuentran todos en el Altiplano oriental o más al este, lejos de los centros volcánicos. Aunque la Cordillera Occidental concentra la mayoría de los volcanes activos (volcanes activos en los últimos 10000 años), muchos estratovolcanes antiguos y grandes se elevan hasta 100 km de la línea principal de la Cordillera Occidental.

### Altiplano
La meseta del Altiplano andino es una cuenca sedimentaria intermontana amplia y longeva sin salida, es decir que es endorreico. El Altiplano es un relleno de material sedimentario tanto de la Cordillera Occidental como de la Cordillera Oriental. El origen del Altiplano y su gran altura ha sido durante mucho tiempo un gran interrogante entre los geólogos. Hoy en día se cree que el Altiplano fue una de las primeras cuencas de antepaís de los "proto Andes" que se levantó por el acortamiento de la corteza terrestre en el Mioceno tardío.
El Altiplano boliviano alberga las mayores reservas de litio del mundo. Estas reservas se encuentran en las aguas saturadas de sal del Salar de Uyuni y Salar de Coipasa. La sal se extrae de los salares en pequeñas cantidades para venderse como sal de mesa después de agregarle yodo desde Chile.

### Cordillera Oriental
La Cordillera Oriental de Bolivia está formada por un arco curvado de plutones. La curva se produce en la latitud de Cochabamba y corresponde a la proyección hacia el este del codo de Arica, la curva de la costa de América del Sur en la frontera entre Perú y Chile. Al norte de la curva, los batolitos de la Cordillera Central están orientados de noroeste a sureste, mientras que al sur están de norte a sur. Estos cuerpos de composición granítica a granodiorítica se formaron en dos episodios: el Mesozoico Temprano (199–180 Ma) y el Neógeno (19–8 Ma). La ubicación de estos cuerpos ígneos se ha interpretado como un efecto de dos disminuciones temporales en los ángulos de subducción de la antigua Placa de Farallón. Este arco de material magmático alberga el conocido cinturón estañífero boliviano, así como la famosa mina de plata de Potosí, el Cerro Rico. Estas mineralizaciones son del tipo de mineralización de pórfido que son típicas de los bordes convergentes. La Cordillera Real de Bolivia forma la parte norte, muy elevada y erosionada, de la Cordillera Central.

## Tierras bajas y zona subandina
La zona Subandina y las tierras bajas del norte y del este de Bolivia comparten una historia antigua común, pero desde la orogenia andina se han desarrollado en dos zonas distintas. Si bien ambas zonas comparten esencialmente los mismos estratos de plataforma sedimentaria antigua, los estratos de la zona subandina han sido plegados y empujados hacia un cinturón plegado y empujado con trampas estructurales donde se han acumulado fluidos de hidrocarburos. El límite entre el cinturón plegado y corrido y las tierras bajas orientales lo traza la Serranía del Aguaragüe, una cadena de norte a sur que representa el frente de corrimiento andino.

### Cinturón de plegado y empuje
La Cordillera Oriental de Bolivia, relativamente baja, ubicada al este de la Cordillera Central, es parte de un cinturón plegado y corrido y expone estratos de las edades Silúrico y Ordovícico, algunos de los cuales contienen fósiles. El cinturón de plegado y empuje constituye el entramado de la cuenca hidrográfica del río Pilcomayo y otros ríos. Actualmente una de las zonas más sísmicas de Bolivia es la zona de Falla de Cochabamba, ubicada justo debajo de la ciudad de Cochabamba y su valle. Esta zona de falla está relacionada con el codo de Arica y el codo de los Andes en esta latitud.

### Tierras bajas orientales
La geología de las tierras bajas orientales está dominada por la antigua cuenca sedimentaria paleozoica Chaco-Tarija que tiene considerables yacimientos de hidrocarburos. Durante el Carbonífero, la Cuenca Chaco-Tarija estuvo cubierta por gruesas secuencias que incluían canales rellenos de arenisca. En la década de 1970, estas areniscas se interpretaron como tilitas de las glaciaciones del Paleozoico tardío, aunque nuevas interpretaciones las consideran de origen marino pero aún con influencia glacial. El medio sedimentario de estos sistemas de canales se ha comparado con el del fondo del actual Mar de Labrador, que fue influenciado por repetidas glaciaciones del Pleistoceno. La deformación del Cenozoico tardío asociada con la orogenia andina obligó a los hidrocarburos provenientes de las lutitas del Devónico a migrar a niveles estratigráficos menos profundos.

### Tierras bajas del norte
Las tierras bajas del norte son y han sido durante mucho tiempo un medio deposicional y están cubiertas en su mayor parte por depósitos terciarios y cuaternarios. La mayor parte de estos depósitos son ahora lateritas. La erosión fluvial y el transporte de sedimentos han creado una gran cantidad de meandros abandonados y han añadido abundantes meandros a los ríos.

## Escudo de Guaporé
En el norte y este del departamento de Santa Cruz el escudo precámbrico de Guaporé (también llamado Escudo Brasileño Central) compone la mayor parte del basamento aunque se encuentra cubierto en gran medida por lateritas Terciarias y aluviones cuaternarios. El escudo se expresa topográficamente como un gran interior elevado ubicado al norte de las Serranías Chiquitanas hacia la frontera con Brasil. En la parte boliviana del Escudo de Guaporé se encuentran rocas metamórficas de alta ley, en parte debido al "evento tectonotermal transamazónico" de 2000 millones de años de antigüedad que afectó a partes de América del Sur. También se encuentran rocas metamórficas de baja ley. Se cree que el Escudo de Guaporé se extiende debajo de los sedimentos fanerozoicos de la cuenca Tarija-Chaco y el río Beni hacia los Andes. La Línea Este-Oeste Río Mercedes en el Escudo de Guaporé alberga varias intrusiones de diabasa proterozoica.